# ایهور خاراتین
ایهور خاراتین (اوکراینی: Ігор Ігорович Харатін؛ زادهٔ ۲ فوریهٔ ۱۹۹۵) بازیکن فوتبال اهل اوکراین است.
از باشگاه‌هایی که در آن بازی کرده‌است می‌توان به باشگاه فوتبال دینامو کی‌یف و باشگاه فوتبال متالیست خارکوف اشاره کرد.
وی همچنین در تیم‌های ملی فوتبال Ukraine national under-16 football team, Ukraine national under-17 football team, Ukraine national under-18 football team, Ukraine national under-19 football team، زیر ۲۰ سال اوکراین، زیر ۲۱ سال اوکراین، و اوکراین بازی کرده‌است.